# 에어 캐나다 익스프레스

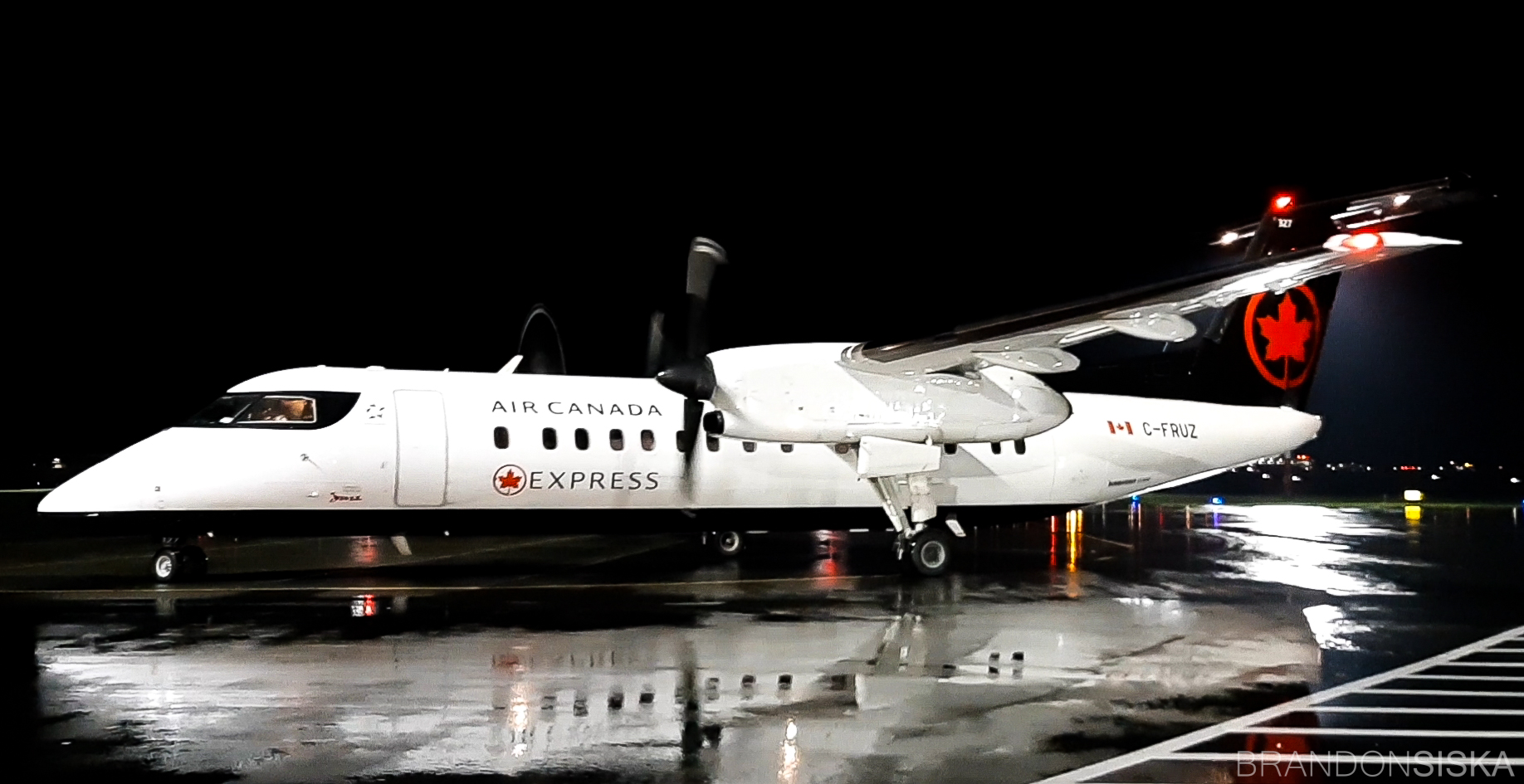
에어 캐나다 익스프레스의 드 해빌랜드 대쉬 8

에어 캐나다 익스프레스(영어: Air Canada Express)는 2011년에 설립된 에어 캐나다의 자회사로 에어 캐나다의 허브 공항과 캐나다 국내 소규모 도시를 운항하며 에어 캐나다와 계약에 따라 자회사 제품에 에어 캐나다 도장을 적용하며 에어 캐나다의 편명을 사용하여 운항하고 있다. 또한 장비만 아니라 조종사와 승무원 등을 회사가 제공하고 있다. 또한 에어 캐나다와 마찬가지로 스타 얼라이언스의 각종 서비스를 받을 수 있다. 현재 160대의 항공기와 4개의 지역 항공사를 보유하고 있다.

## 회원사
- 조지아 항공
- 재즈 에어
- EVAS 항공
- 스카이 리저널 항공

## 같이 보기
- 에어캐나다의 운항 노선